# Cephalophula
Cephalophula é um gênero de mamíferos e contém uma única espécie, o cabrito-zebra (Cephalophula zebra). Faz parte da tribo Cephalophini, da subfamília Antilopinae, da família dos bovídeos. Integra um grupo de animais conhecidos como cabritos-da-floresta, ou duikers-da-floresta, juntamente com os gêneros Cephalophus, Cephalophorus, Leucocephalophus e Sylvicapra.